# Sei piccoli preludi per clavicembalo

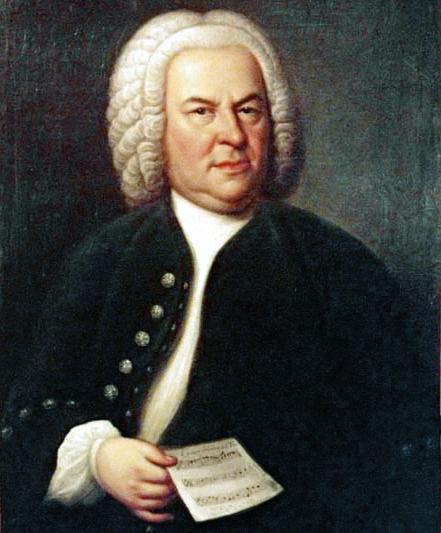
Johann Sebastian Bach.

I sei piccoli preludi per clavicembalo BWV 933-938 sono una raccolta di pezzi per clavicembalo di Johann Sebastian Bach. La raccolta è composta da sei preludi, tutti brevissimi e scritti sicuramente a scopo didattico, composti probabilmente negli anni 1717-1720 mentre Bach si trovava a Köthen.

## Struttura

### Preludio in do maggiore BWV 933
Questa miniatura è la prima della serie. Bach la compose per fare in modo che i suoi studenti prendessero familiarità con la tastiera e non era destinata a esecuzioni pubbliche, tanto che venne pubblicata solo nel 1802. Questo preludio è diviso in due brevi sezioni ripetute, seguite da una variante di ciascuna sezione, anch'essa ripetuta, e mira a far acquisire una completa indipendenza delle mani, con la destra che esegue la melodia e la sinistra che accompagna.

### Preludio in do minore BWV 934
Il secondo preludio è un affascinante minuetto leggermente complesso consistente in un tema vivacemente accompagnato. Il tema e il secondo soggetto sono suonati due volte, mentre alla terza apparizione la musica assume un carattere più serioso.

### Preludio in re minore BWV 935
Questo preludio è strutturato come un'invenzione a due voci. La composizione si apre con l'esposizione del tema e un contrappunto semplice. In seguito, il tema e il relativo materiale espositivo vengono presentati due volte, con una terza apparizione leggermente diversa, come nel preludio precedente.

### Preludio in re maggiore BWV 936
Il quarto preludio è molto simile a una triosonata: contiene infatti due linee superiori e un basso. Similmente ai due preludi precedenti, anche questo si apre con un tema presentato due volte, con una terza esecuzione leggermente variata. Destinato a studenti di livello intermedio, questo pezzo presenta interessanti difficoltà tecniche e interpretative.

### Preludio in mi maggiore BWV 937
Questo preludio è moderatamente impegnativo e presenta alcuni aspetti connessi alle invenzioni a due voci. La composizione si apre con l'esposizione del tema, seguito da abbondante materiale tematico secondario. Il tema riemerge diverse volte, sempre variato.

### Preludio in mi minore BWV 938
Come il terzo e il quinto, anche questo preludio è un'invenzione a due voci. Il pezzo si apre con l'esposizione del tema, accompagnato da un'elaborata scrittura contrappuntistica. Anche qui Bach presenta il tema due volte, per poi variarlo alla terza esposizione.